# Chepuvelia
Chepuvelia is een geslacht van wantsen uit de familie van de Macroveliidae. Het geslacht werd voor het eerst wetenschappelijk beschreven door China in 1963.

## Soorten
Het genus is monotypisch en bevat alleen de volgende soort:

- Chepuvelia usingeri China, 1963